# رولف ریدروال
رولف ریدروال (انگلیسی: Rolf Ridderwall; ۲۰ نوامبر ۱۹۵۸ – ) بازیکن هاکی روی یخ اهل سوئد بود.